# Archanara fusca
Archanara fusca är en fjärilsart som beskrevs av Tutt 1891. Archanara fusca ingår i släktet Archanara och familjen nattflyn. Inga underarter finns listade i Catalogue of Life.